# Allotment
Il termine allotment, usato nell'industria turistica, indica un blocco di posti pre-negoziati o camere d'albergo che sono stati comprati e gestiti direttamente da un'agenzia di viaggi.
Possono essere comprati per un periodo specifico di tempo, come per una stagione, parte di una stagione o per qualsiasi intervallo di date per poi essere venduti a partner e clienti finali. Qualche giorno prima del check-in, i posti o camere non venduti possono essere ceduti nuovamente al venditore se esiste un patto fra le due parti.